# Wim Lagendaal
Willem ("Wim") Lagendaal (ur. 13 kwietnia 1909 w Rotterdamie, zm. 6 marca 1987) – piłkarz holenderski grający na pozycji napastnika. Nosił przydomek "Het Kanon" ("Działo").

## Życiorys
Lagendaal przez całą swoją karierę związany był z zespołem Xerxes Rotterdam. Nosił przydomek "Het Kanon" ("Działo"), gdyż słynął z bardzo silnych strzałów z dalszych odległości.
W latach 30. XX wieku Lagendaal był jednym z najlepszych zawodników reprezentacji Holandii. W 1931 roku był jednym z bohaterów meczu z Francją. Holandia zdobyła wówczas 3 bramki w 2 minuty, w tym 2 z nich były autorstwa Lagendaala, a jedna Jaapa Mola. Skutecznością popisał się także rok później w wygranym meczu z Belgią, gdy czterokrotnie trafił do siatki rywala. W reprezentacji Holandii Lagendaal wystąpił w 15 meczach i strzelił w nich 13 goli.
W życiu prywatnym Lagendaal pracował jako szef policji w Rotterdamie. Podczas II wojny światowej zatrudniał niektórych piłkarzy holenderskich, jak choćby Faasa Wilkesa jako agentów przy transportach do Niemiec.
Lagendaal zmarł 6 marca 1987 roku. Został pochowany na cmentarzu w Rotterdamie.